# Antonio María Blanco Castañola
Antonio María Blanco Castañola   (Sant Sebastià, 1 d'abril de 1803 - Després de 1866) fou un militar basc, capità general de València durant el regnat d'Isabel II d'Espanya.
Fill del coronel Antonio Gaspar Blanco, en 1815 fou ascendit a subtinent i en 1822 fou destinat a Crevillent. En 1822 va combatre els absolutistes a Olot i Banyoles, i en novembre de 1823 va participar en la defensa de Barcelona contra l'atac dels Cent Mil Fills de Sant Lluís. Després d'estar un temps apartat del servei, en 1827 fou ascendit a tinent i en 1833 passà a lluitar en la primera guerra carlina en els fronts d'Aragó i València fins 1835, quan passà a Madrid. En 1836 fou ascendit a capità, en 1837 a tinent coronel i en 1838 a coronel, per mèrits de guerra. Després de les preses de Durango, Oñati i Bergara fou nomenat oficial d'estat major. En 1841 ascendí a general i en 1843 a mariscal de camp. De 1844 a 1851 fou destinat a les illes Filipines, en 1853 fou governador civil de València i en 1854 capità general de València. De 1858 a 1860 fou capità general de Navarra, en 1863 director general de l'Administració militar i en 1866 fou nomenat director general d'infanteria.